# Villarta (Toledo)
Villarta es una localidad española del municipio de Escalona, perteneciente a la provincia de Toledo, en la comunidad autónoma de Castilla-La Mancha.

## Historia
Hacia mediados del siglo XIX, el lugar, ya por entonces perteneciente al municipio de Escalona, tenía contabilizadas tres casas. Aparece descrito en el decimosexto y último volumen del Diccionario geográfico-estadístico-histórico de España y sus posesiones de Ultramar de Pascual Madoz con las siguientes palabras:

VILLARTA: desp. en la prov. de Toledo, part. jud. y térm. de Escalona (1/2 leg.). sit. entre los arroyos Pintillos y Guañel; solo existen 3 pequeñas casas, que sirven de cortijos á los labradores de aquella v., en la cual se hallan comprendidas todas sus circunstancias. pobl.: hubo unos 20 vec.: por la guerra de la Indpedencia quedaron 4, que han permanecido hasta el año 1838, que de resultas de la guerra civil se trasladaron á Escalona y Quismondo.
(Madoz, 1850, p. 273)

En 2023, la entidad singular de población de Villarta tenía empadronados 55 habitantes, todos ellos en diseminado.